# Michele di Ridolfo del Ghirlandaio
Michele di Ridolfo del Ghirlandaio amb el nom de naixement Michele Tosini (Florència, 8 de maig de 1503 - 28 d'octubre de 1577), va ser un pintor italià actiu en ple apogeu de l'estil manierista al qual superficialment es va acostar.

## Biografia
Va començar el seu aprenentatge amb Lorenzo di Credi i Antonio del Ceraiolo, però aviat va ingressar a l'estudi de Ridolfo Ghirlandaio, de qui amb el temps va prendre el nom. D'estil molt proper al del seu mestre, li va costar l'adopció de les innovacions del manierisme, encara que cap a 1540 va rebre les influències classicistes de Fra Bartolomeo i d'Andrea del Sarto, el mateix que de Francesco Salviati i Agnolo Bronzino. En una etapa posterior per a la que va ser decisiva la seva trobada amb Giorgio Vasari, en entrar a treballar com el seu ajudant després de 1556 en la decoració del Salone dei Cinquecento del Palazzo Vecchio de Florència.
Michele va ser l'encarregat de mantenir en actiu el taller dels Ghirlandaio. Ja en vida de Ridolfo va assumir la seva direcció i va intentar modernitzar-ho i adaptar-se als nous temps, arrossegant també el vell mestre que després d'ell es va obrir a les influències de Fra Bartolomeo, però mai no va deixar de ser el millor representant de la facció més conservadora del gremi pictòric florentí.
Més tard va entrar en contacte amb el manierisme, com s'evidencia a les seves pintures de Leda i Lucrècia de la Galeria Borghese de Roma; a Nit i Aurora al Palazzo Colonna o a la Sagrada Família de cap a 1560 conservada al Museu Bardini de Florència. En aquestes obres barreixa l'harmonia de Miquel Àngel amb els colors vius usuals en l'obra de Giorgio Vasari.
Va ser també un important retratista. Els seus principals retrats són Ritratto di Donna velata (Galleria degli Uffizi, Florència), La sposa (National Gallery of Art, Washington) i el Ritratto virile (a la col·lecció Antinori en la Vil·la Cigliano de San Casciano in Val di Pesa). Se li atribueix ara un suposat retrat de Bianca Cappello del Palau de Liria de Madrid, antany cregut original de Paolo Veronese.
Michele di Ridolfo fou el mestre d'artistes com Bernardino Poccetti i Girolamo Macchietti.

## Obres destacades

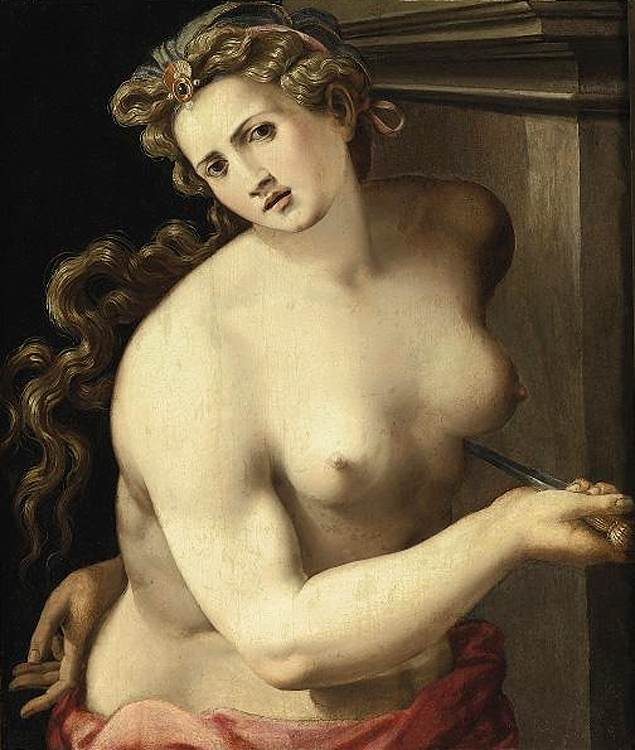
Lucrècia (c.1540)

- Caritat (1570, National Gallery de Londres, Londres)
- Maria Magdalena (Samuel H. Kress Collection, Museu de Belles Arts de Houston)
- Retrat de noi (Palazzo Pitti, Florència)
- Mare de Déu amb l'Infant i sant Joanet (Palau Pitti, Florència)
- Baptisme de Crist (Pinacoteca Nacional de Ferrara)
- Anunciació (Església de Santa Trinita, Florència)
- Francesco Sassetti i el seu fill Teodor (Metropolitan Museum, Nova York)
- Mare de Déu amb l'Infant i sants (Santo Spirito, Prato)
- Lucrècia (Col·lecció privada)
- Sant Joan Baptista (1570, Sant Louis Art Museum)
- Assumpció de la Mare de Déu (Basílica de San Lorenzo, Florència)